# Vodní dělo

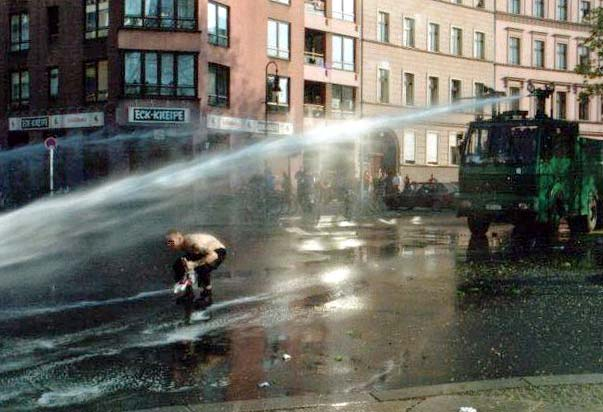
Vodní dělo při rozhánění demonstrace v Berlíně (rok 2001)

Vodní dělo je zařízení určené k tomu, aby stříkalo silný proud vody vysokou rychlostí a na vzdálenost několika desítek metrů. Používá se k likvidaci požárů, k rozrušování hornin při těžbě, k mytí povrchů nebo při pacifikaci pouličních nepokojů. Vodní dělo je upravený (často pancéřovaný) hasičský automobil, nejnovější modely umožňují řídit proud vody dálkově z kabiny řidiče. Účelem vodního děla je zvládnout dav bez použití střelby a tedy bez ztrát na životech. Existují však případy vážných zranění způsobených vodním dělem, například na shromáždění proti projektu Stuttgart 21 30. září 2010 byl důchodce Dietrich Wagner zasažen proudem vody do obličeje a utrpěl vážné poškození zraku.
První policejní využití vodního děla je doloženo v Německu v roce 1930, kdy jím policie rozháněla výtržnosti spojené s uvedením filmu Na západní frontě klid. V řadě zemí se objevily případy, že voda používaná v dělech byla obohacena nesmytelnou růžovou barvou, což umožňuje dodatečnou identifikaci účastníků demonstrací. Při protestech v Turecku 2013 obvinil právník Ömer Kavili policisty, že do nádrží vodních děl TOMA přidávali bojové chemické látky.